# TUE Série 800 (Metrorec)
O TUE Série 800 é um Trem unidade elétrico pertencente à frota do Metrô do Recife. Ele foi produzido entre 1984 e 1985 em conjunto pela Santa Matilde, MAN AG e  GEC Traction.

## História

### Projeto e construção

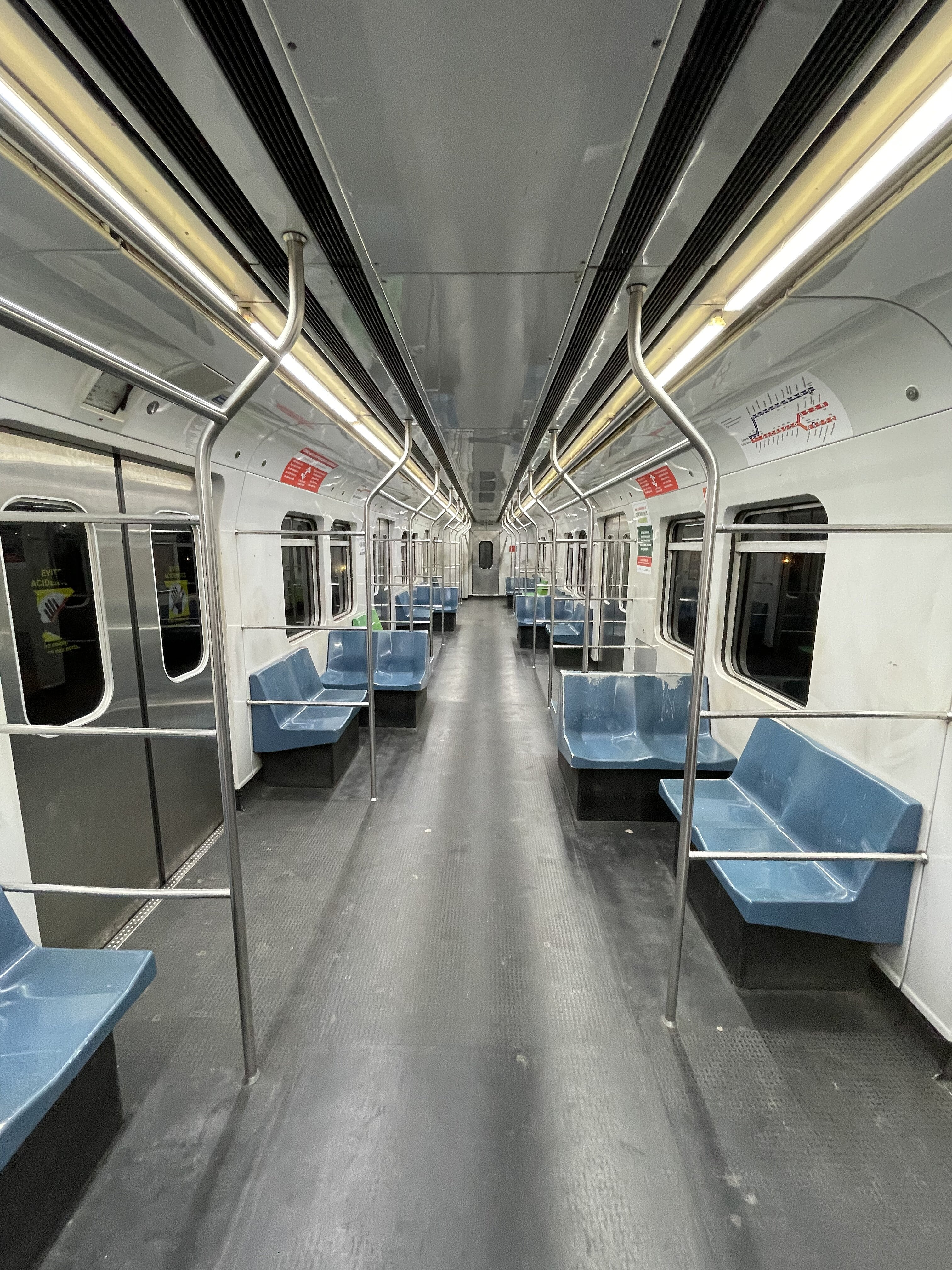
Interior de um Santa Matilde/MAN AG Série 800

Entre 1975 e 1982 a Empresa Brasileira de Planejamento de Transportes (GEIPOT) estudou o projeto do Trem Metropolitano do Recife. Para realizar suas obras e financiar parte das mesmas, o governo brasileiro recorreu em maio de 1981 a um financiamento de 230 milhões de dólares obtido junto aos bancos europeus Westdeutsche Landesbank Girozentrale e Lloyds Bank International. Por conta desse financiamento, o material rodante deveria receber componentes europeus. Diferente de Cobrasma e Mafersa, com uma cartela de encomendas preenchida, a Santa Matilde encontrava-se prestes a concluir o contrato dos trens-unidade Série 800 com a Rede Ferroviária Federal (RFFSA) e ficaria ociosa. Assim, o governo federal direcionou a licitação dos trens-unidade de Recife para a Santa Matilde e suas parceira tecnológicas MAN/AG e GEC Traction.
O contrato entre a Rede Ferroviária Federal e o Consórcio Santa Matilde e MAN AG foi assinado em 1982, prevendo o fornecimento de 25 trens-unidade de 4 carros para o Metrô do Recife. Os equipamentos elétricos e de sinalização de bordo foram fabricados na Alemanha e Inglaterra enquanto que a carroceria e equipamentos mecânicos foram produzidos no Brasil. Para acelerar o projeto, foram adaptados os projetos da Série 800 da RFFSA, recém entregue pelo Consórcio Santa Matilde/MAN. Em 1984, cerca de 49% do contrato havia sido executado pelo consórcio, embora apenas 3 trens-unidade tenham sido entregues.
O primeiro trem foi entregue em 26 de outubro de 1984, enquanto os demais trens foram entregues entre 1984 e julho de 1987, sendo a última encomenda de trens unidade da Santa Matilde (que faliu no ano seguinte).
| Ano   | Quantidade |
| ----- | ---------- |
| 1984  | 3          |
| 1985  | 10         |
| 1986  | 6          |
| 1987  | 6          |
| Total | 25         |

### Modernização
A CBTU contratou a modernização de 25 trens (com a instalação de ar condicionado) no ano 2000 junto ao Consórcio Metrorec (Equipfer/ Freios Knorr/ MGE -Equipamentos e Serviços Ferroviários Ltda./Siemens/ Siemens Aktiengellschaft/ Trans Sistemas de Transportes S.A.) pelo valor de 45.442.878,40 de reais. Em 2006, o contrato foi suspenso quando 21 trens haviam sido entregues a um custo de 58.668.221,76 reais. Posteriormente o contrato foi retomado e os 4 trens restantes foram modernizados. O investimento final chegou a 64.665.043,25 de reais.

### Sucateamento de trens
Sem recursos para adquirir peças, a CBTU Recife realizou leilão em 2022 sucateando quatro trens completos. 